# Colpodia dhakae
Colpodia dhakae är en tvåvingeart som först beskrevs av Mani 1936.  Colpodia dhakae ingår i släktet Colpodia och familjen gallmyggor. Inga underarter finns listade i Catalogue of Life.